# Fußball-Oberliga Baden-Württemberg 1988/89
Die Oberliga Baden-Württemberg 1988/89 war die 11. Saison der Oberliga Baden-Württemberg als dritthöchste Spielklasse im deutschen Männerfußball. Sie wurde am 9. August 1988 mit der Partie des VfR Mannheim gegen den VfB Gaggenau eröffnet und endete am 13. Mai 1989 mit dem 34. Spieltag.
Im Frühjahr 1988 war der Meister der Vorsaison, der FV 09 Weinheim, in der Aufstiegsrunde zur 2. Bundesliga gescheitert.
Der SSV Reutlingen 05 holte seinerseits im Frühjahr 1989 den Meistertitel, nachdem er sich im Entscheidungsspiel mit 3:1 gegen den 1. FC Pforzheim, welcher dieselbe Punktzahl und Tordifferenz erreicht hatte, durchsetzen konnte. Die Reutlinger erhielten somit das Startrecht in der letztendlich erfolglosen Aufstiegsrunde zur 2. Bundesliga. Die Aufsteiger Pfullendorf, Tailfingen und Neckarau mussten jeweils den direkten Wiederabstieg hinnehmen.

## Teilnehmer
Für die Spielzeit 1988/89 hatten sich folgende Vereine sportlich qualifiziert:
- der Absteiger aus der 2. Bundesliga 1987/88:
  - SSV Ulm 1846
- der in der Aufstiegsrunde zur 2. Bundesliga unterlegene Meister der Vorsaison:
  - FV Weinheim
- die verbleibenden Mannschaften aus der Vorsaison:
  - Freiburger FC
  - SV Sandhausen
  - VfL Kirchheim/Teck
  - VfR Mannheim
  - VfB Gaggenau
  - SSV Reutlingen 05
  - SG Heidelberg-Kirchheim
  - 1. FC Pforzheim
  - SC Geislingen
  - Offenburger FV
  - SV 98 Schwetzingen
  - FC Marbach
- der Meister der Verbandsliga Südbaden 1987/88:
  - SC Pfullendorf
- der Meister der Verbandsliga Baden 1987/88:
  - VfL Neckarau (Mannheim)
- der Meister sowie der Vizemeister der Verbandsliga Württemberg 1987/88:
  - FC Tailfingen
  - VfR Aalen

## Abschlusstabelle
| Pl.             | Verein                  | Sp. | S  | U  | N  | Tore    | Diff. | Punkte |
| --------------- | ----------------------- | --- | -- | -- | -- | ------- | ----- | ------ |
| 1.              | 1. FC Pforzheim         | 34  | 22 | 6  | 6  | 075:340 | +41   | 50:18  |
| 1.              | SSV Reutlingen 05       | 34  | 20 | 10 | 4  | 061:200 | +41   | 50:18  |
| 3.              | SV 98 Schwetzingen      | 34  | 16 | 12 | 6  | 054:320 | +22   | 44:24  |
| 4.              | SV Sandhausen           | 34  | 14 | 12 | 8  | 055:410 | +14   | 40:28  |
| 5.              | FC Marbach              | 34  | 14 | 10 | 10 | 042:350 | +7    | 38:30  |
| 6.              | Offenburger FV          | 34  | 13 | 11 | 10 | 063:480 | +15   | 37:31  |
| 7.              | FV 09 Weinheim (M, R↑)  | 34  | 13 | 10 | 11 | 057:430 | +14   | 36:32  |
| 8.              | SSV Ulm 1846 (A)        | 34  | 14 | 8  | 12 | 065:520 | +13   | 36:32  |
| 9.              | Freiburger FC           | 34  | 12 | 12 | 10 | 053:510 | +2    | 36:32  |
| 10.             | VfR Aalen (N)           | 34  | 13 | 8  | 13 | 052:550 | −3    | 34:34  |
| 11.             | VfL Kirchheim/Teck      | 34  | 12 | 8  | 14 | 037:320 | +5    | 32:36  |
| 12.             | VfB Gaggenau            | 34  | 11 | 8  | 15 | 047:610 | −14   | 30:38  |
| 13.             | VfR Mannheim            | 34  | 9  | 10 | 15 | 039:500 | −11   | 28:40  |
| 14.             | SC Geislingen           | 34  | 9  | 10 | 15 | 036:510 | −15   | 28:40  |
| 15.             | SC Pfullendorf (N)      | 34  | 10 | 8  | 16 | 038:560 | −18   | 28:40  |
| 16.             | SG Heidelberg-Kirchheim | 34  | 8  | 9  | 17 | 043:670 | −24   | 25:43  |
| 17.             | FC Tailfingen (N)       | 34  | 7  | 7  | 20 | 033:820 | −49   | 21:47  |
| 18.             | VfL Neckarau (N)        | 34  | 5  | 9  | 20 | 028:680 | −40   | 19:49  |
| Stand: Endstand |                         |     |    |    |    |         |       |        |

| (M)  | amtierender MeisterEntscheidungsspiel um die Meisterschaft 1987/88      |
| (R↑) | unterlegener Teilnehmer an der Aufstiegsrunde zur 2. Bundesliga 1988/89 |
| (A)  | Absteiger aus der 2. Bundesliga 1987/88                                 |
| (N)  | Aufsteiger aus den Verbandsligen 1987/88                                |

## Entscheidungsspiel um die Meisterschaft
Das Spiel fand im Frankenstadion Heilbronn statt.
| Datum             |                 | Ergebnis |                   |
| ----------------- | --------------- | -------- | ----------------- |
| Di., 16. Mai 1989 | 1. FC Pforzheim | 1:3      | SSV Reutlingen 05 |

## Aufstiegsrunde zur 2. Bundesliga
Reutlingen standen die Türen zur 2. Liga bis zum letzten Spieltag offen. An diesem scheiterte man jedoch mit einer Niederlage und einem Sieg am direkten Konkurrenten Unterhaching, der gemeinsam mit Kassel das Aufstiegsticket löste.

### Spiele
|                    |   |                   | Hinspiel | Rückspiel |
| ------------------ | - | ----------------- | -------- | --------- |
| KSV Hessen Kassel  | – | SSV Reutlingen 05 | 2:0      | 0:2       |
| SSV Reutlingen 05  | – | SV Edenkoben      | 2:1      | 1:2       |
| SpVgg Unterhaching | – | SSV Reutlingen 05 | 3:1      | 0:2       |

### Abschlusstabelle
| Pl. | Verein             | Sp. | S | U | N | Tore    | Diff. | Punkte |
| --- | ------------------ | --- | - | - | - | ------- | ----- | ------ |
| 1.  | KSV Hessen Kassel  | 6   | 3 | 2 | 1 | 012:500 | +7    | 08:40  |
| 2.  | SpVgg Unterhaching | 6   | 3 | 1 | 2 | 009:110 | −2    | 07:50  |
| 3.  | SSV Reutlingen 05  | 6   | 3 | 0 | 3 | 009:800 | +1    | 06:60  |
| 4.  | SV Edenkoben       | 6   | 1 | 1 | 4 | 003:900 | −6    | 03:90  |